# 徐斗牛
徐斗牛（16世紀—1602年），字光虚，號豸山，河南開封府许州人，明朝政治人物。同进士出身。

## 生平
三月二十八日生，治易经。萬曆十六年（1588年）戊子科河南鄉試第九名亞魁，二十三年（1595年）乙未科會試第三十六名，廷試三甲第一百七十二名进士，户部觀政，二十四年四月授陕西洛南縣知縣，有政声，二十五年八月调繁渭南县，仁爱节廉，民咸德之。渭旧有铁矿，中使历来恣虐于县，官不敢禁。斗牛至治，抗不肯屈，且欲绳以礼法，使啣之，思中以奇祸，转牛愤憊，萬曆三十年（1602年）卒于任，御史以其事闻，使亦惧死，因罢矿使不复设，朝廷嘉其直行，赠礼部仪制司主事，建坊褒忠，崇祀乡贤。

## 家族
曾祖徐魁，巡检。祖徐锦，乡耆。父徐金，直隶新安县知县、贈文林郎。母盧氏，贈孺人；继母黄氏，封太孺人。慈侍下。兄斗南（庠生）；弟斗辉。娶盧氏，封孺人，子鸣盛、鸣泰、鸣阳。